# 阿塔兰塔 (巴西)
阿塔兰塔（葡萄牙語：Atalanta）是巴西圣卡塔琳娜州的一个市镇。总面积95平方公里，总人口3317人，人口密度34.9人/平方公里。